# Kazuo Echigo
Kazuo Echigo (越後 和男, Echigo Kazuo, né le 28 décembre 1965 à Préfecture de Mie au Japon) est un footballeur japonais.